# بيير هاربر
بيير هاربر (بالإنجليزية: Pierre Harper)‏ هو مبارز بالسيف بريطاني، ولد في 2 مارس 1957 في لندن في المملكة المتحدة.

## وصلات خارجية
- بيير هاربر على موقع أوليمبيديا (الإنجليزية)
- بيير هاربر على موقع اللجنة الأولمبية البريطانية (الإنجليزية)